# Église Saint-Quentin de Lennik-Saint-Quentin
L'église Saint-Quentin (Sint-Kwintenskerk en néerlandais) est une église de style gothique située à Lennik-Saint-Quentin, section de la commune belge de Lennik, dans le Pajottenland (le pays des paillotes) en Brabant flamand.

## Historique

### Construction
L'édifice primitif était une église romane datant probablement du XIe siècle.
L'église fut reconstruite durant la première moitié du XVIIe siècle en style gothique et agrandie de cinq à six travées en 1863 par l'architecte L. Laureys après l'incendie qui la frappa en 1858.

### Classement
L'édifice fait l'objet d'un classement au titre des monuments historiques depuis le 25 mars 1938 et figure à l'Inventaire du patrimoine immobilier de la Région flamande sous la référence 39937.

## Architecture

### Architecture extérieure

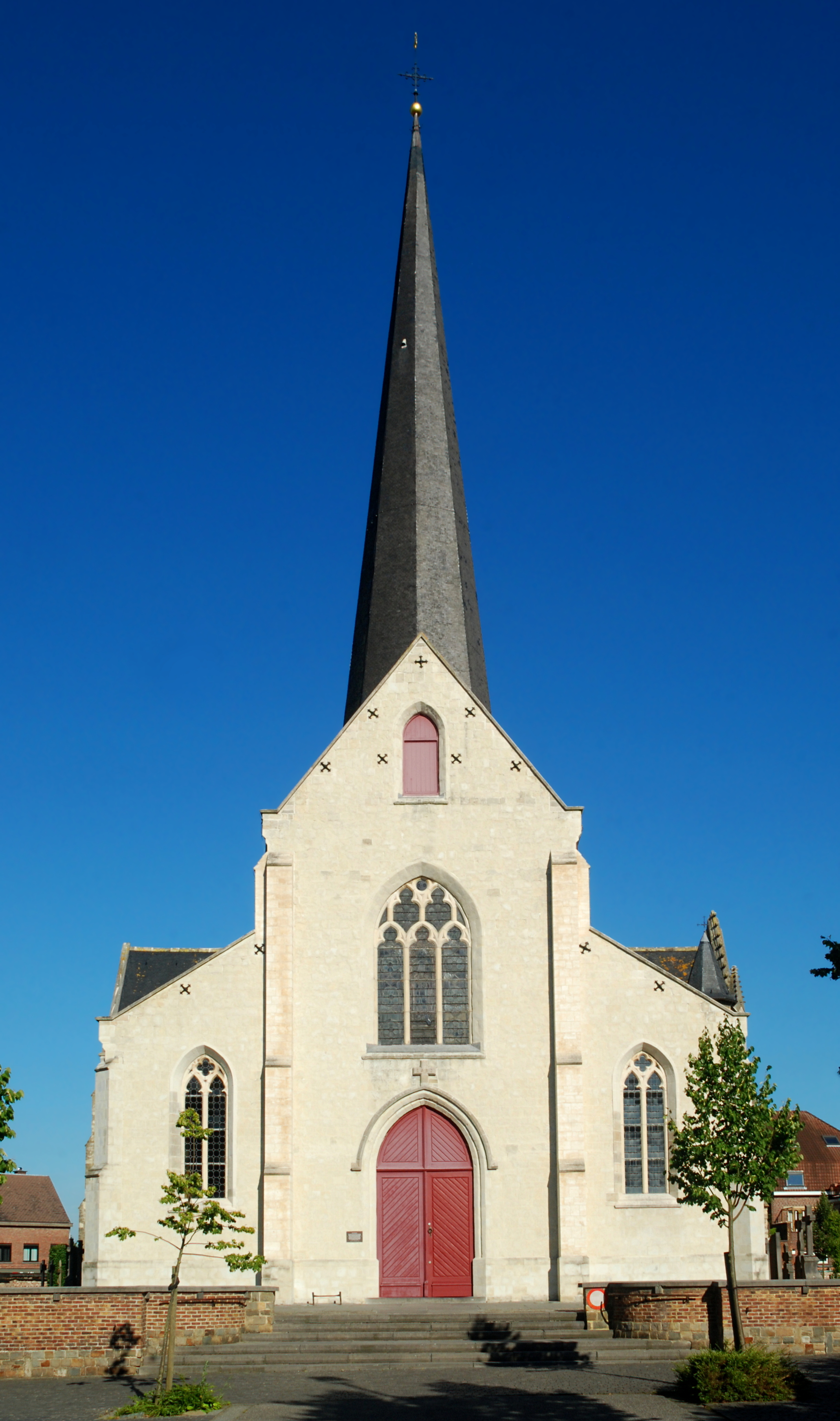
La façade néogothique.
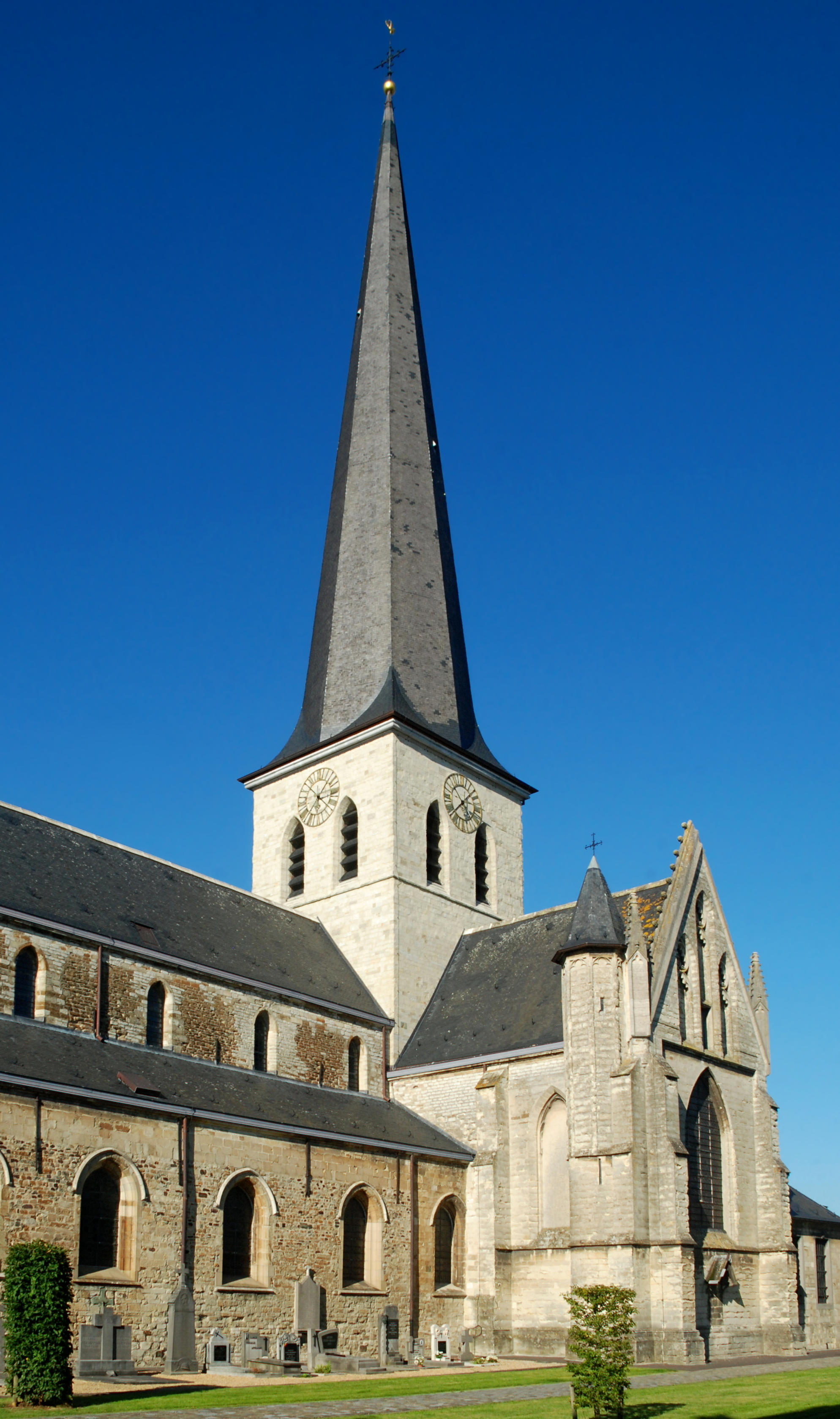
Le clocher.
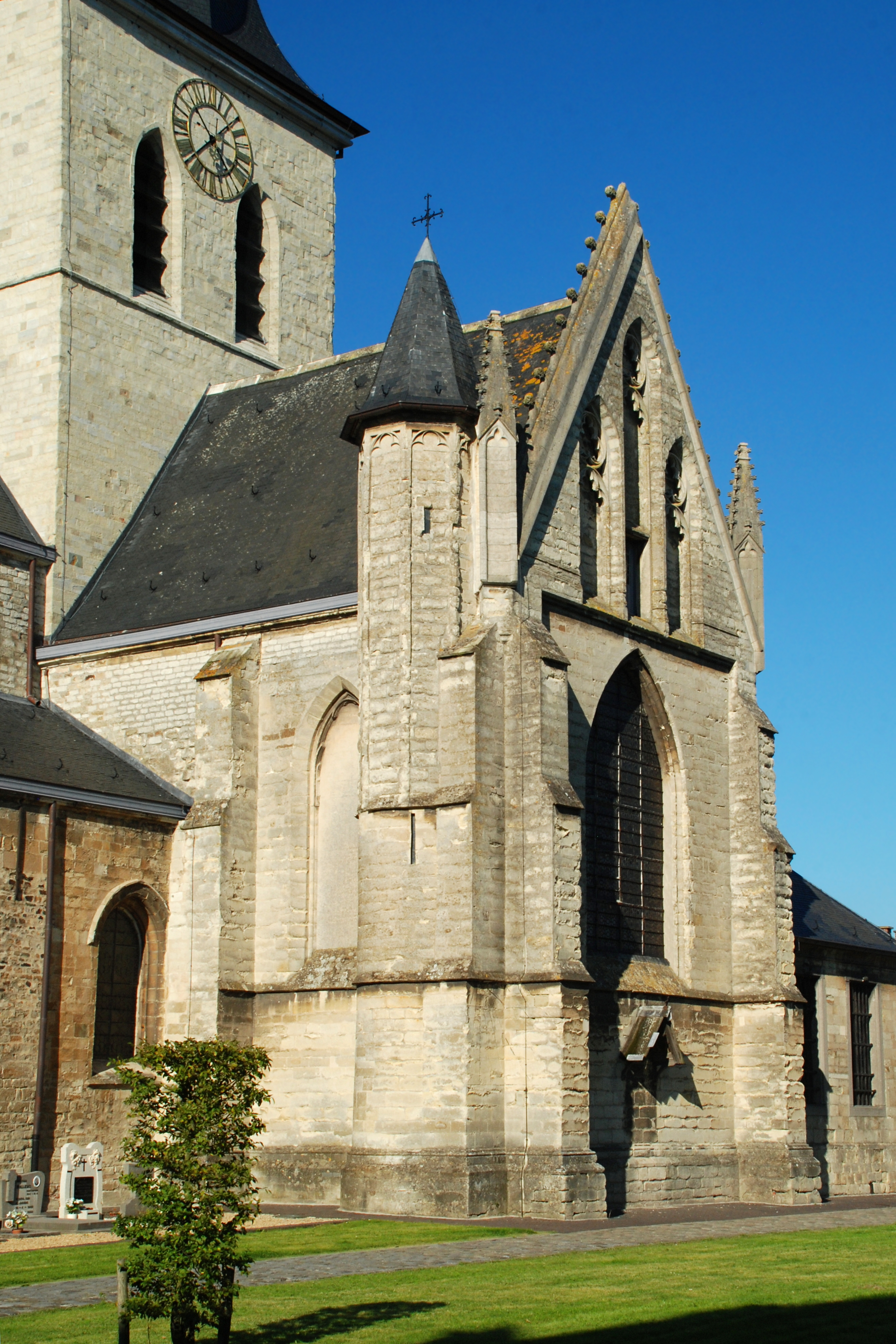
Le transept.

### Architecture intérieure

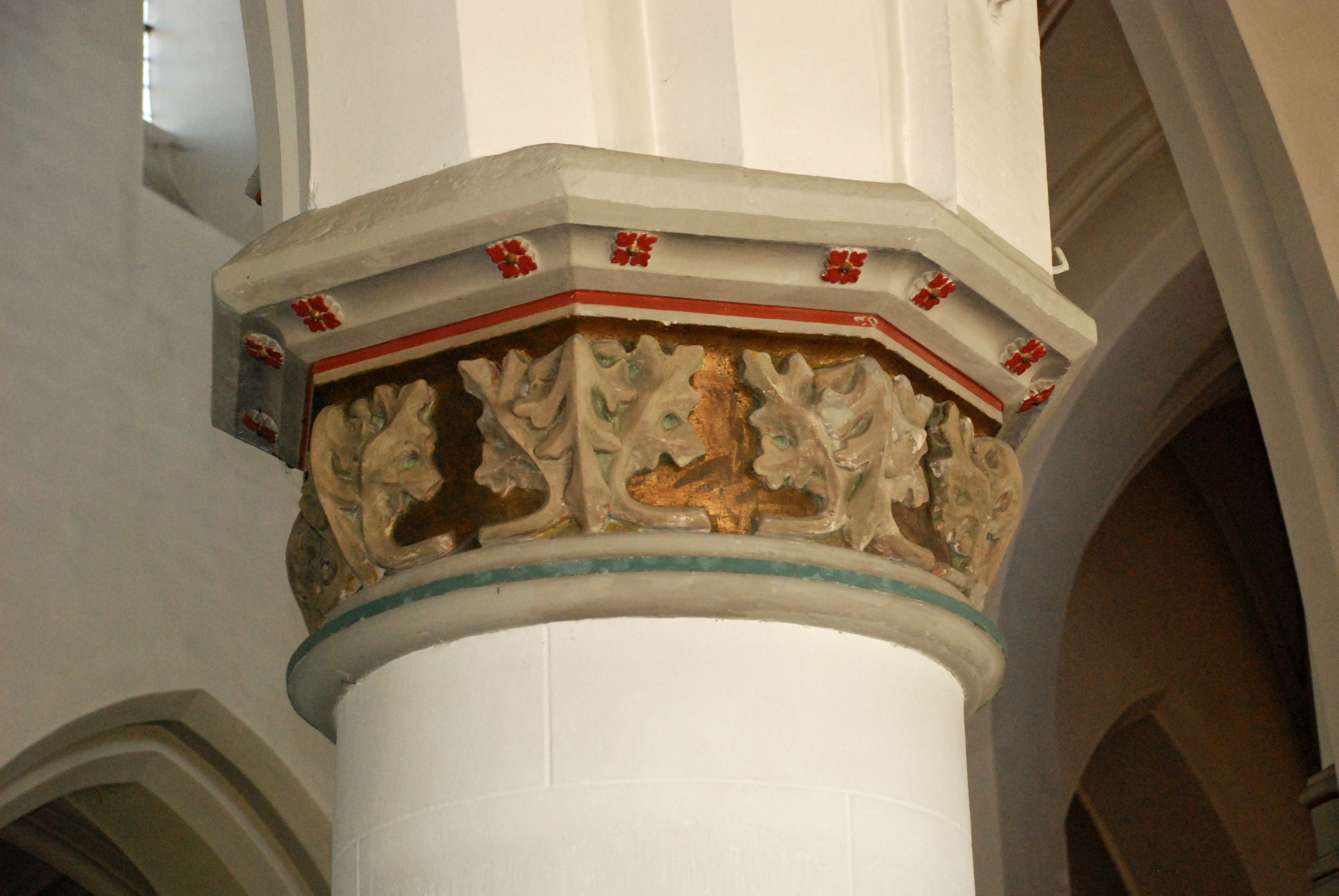
Chapiteau.
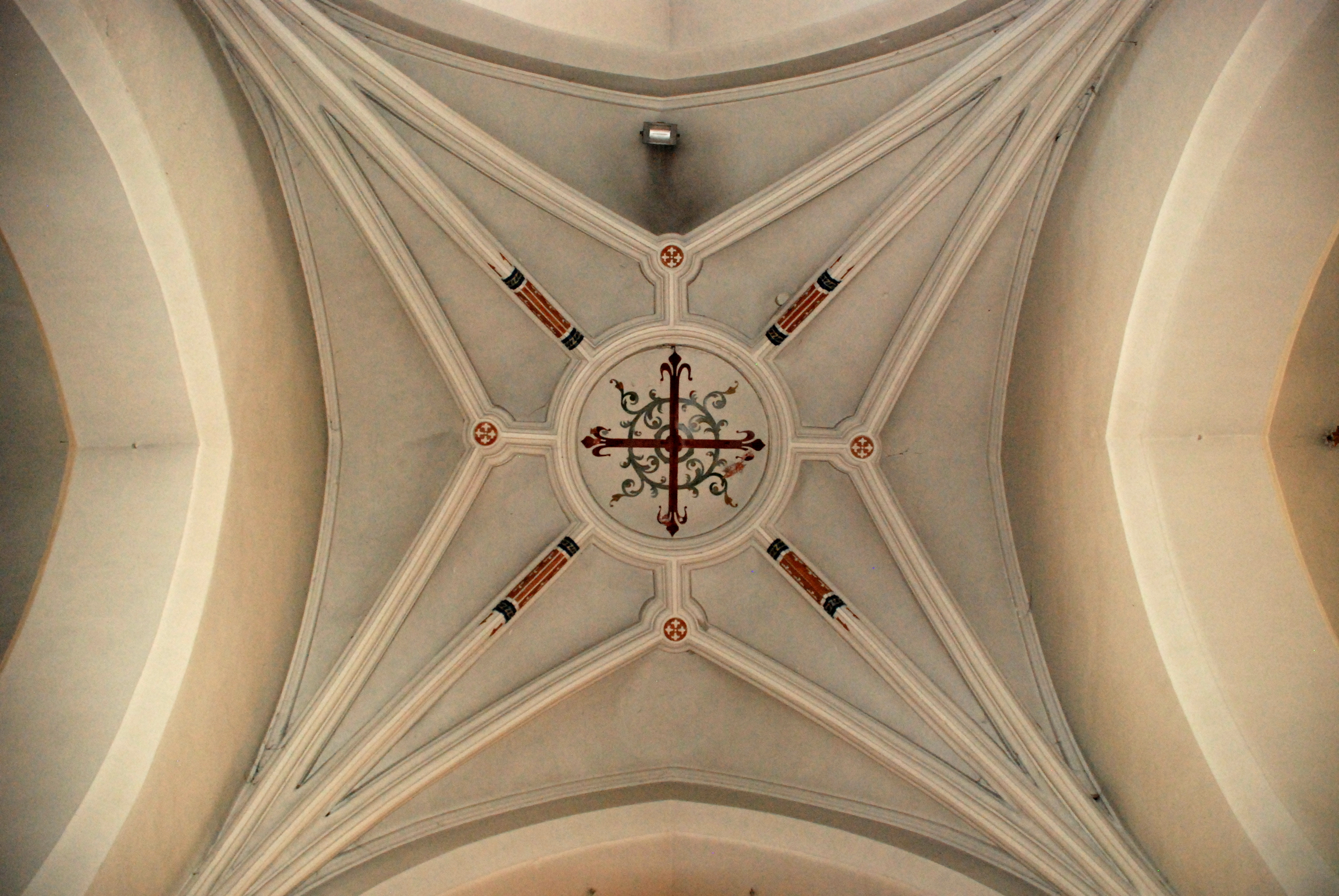
Ogives, liernes et tiercerons.
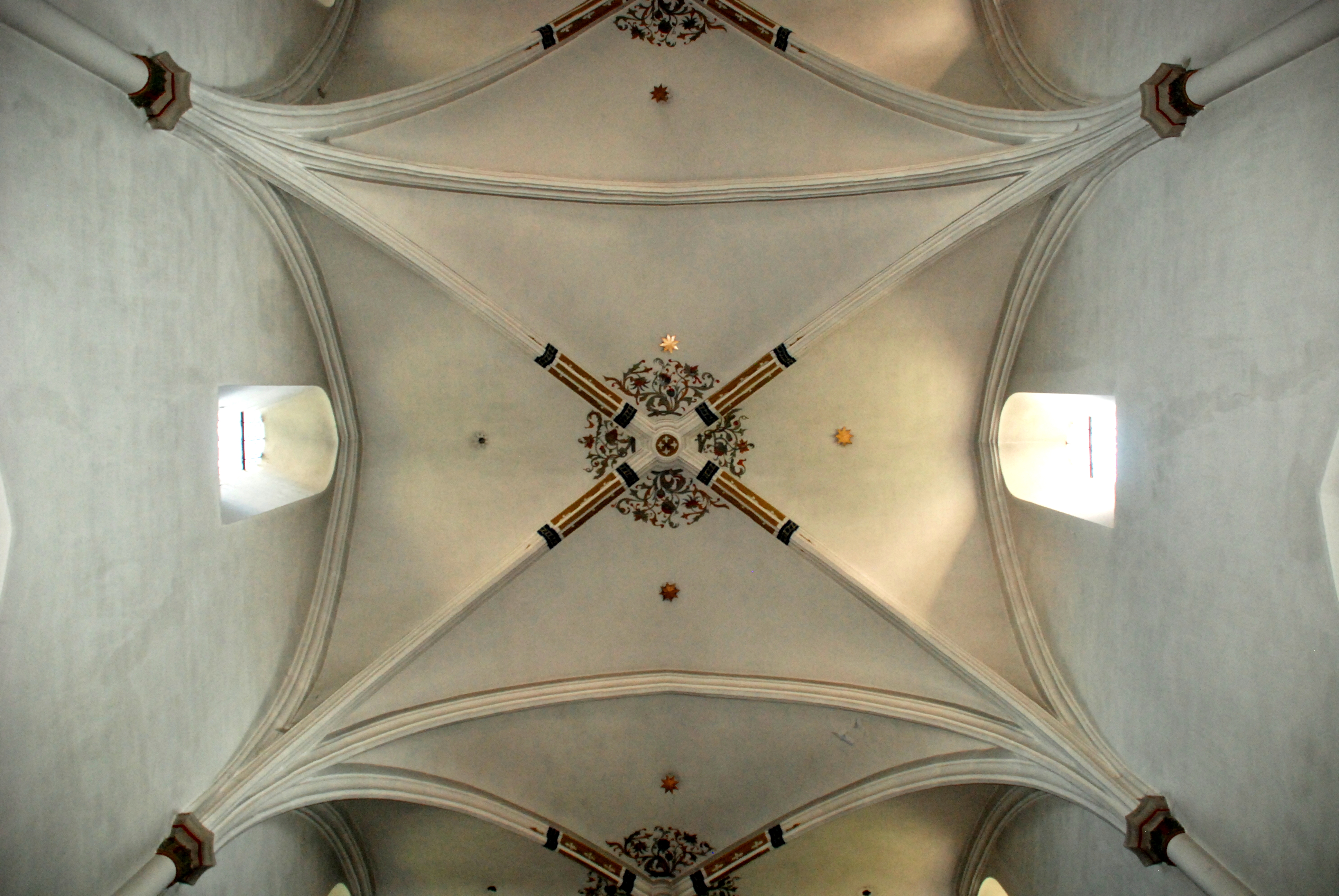
Croisée d'ogives.
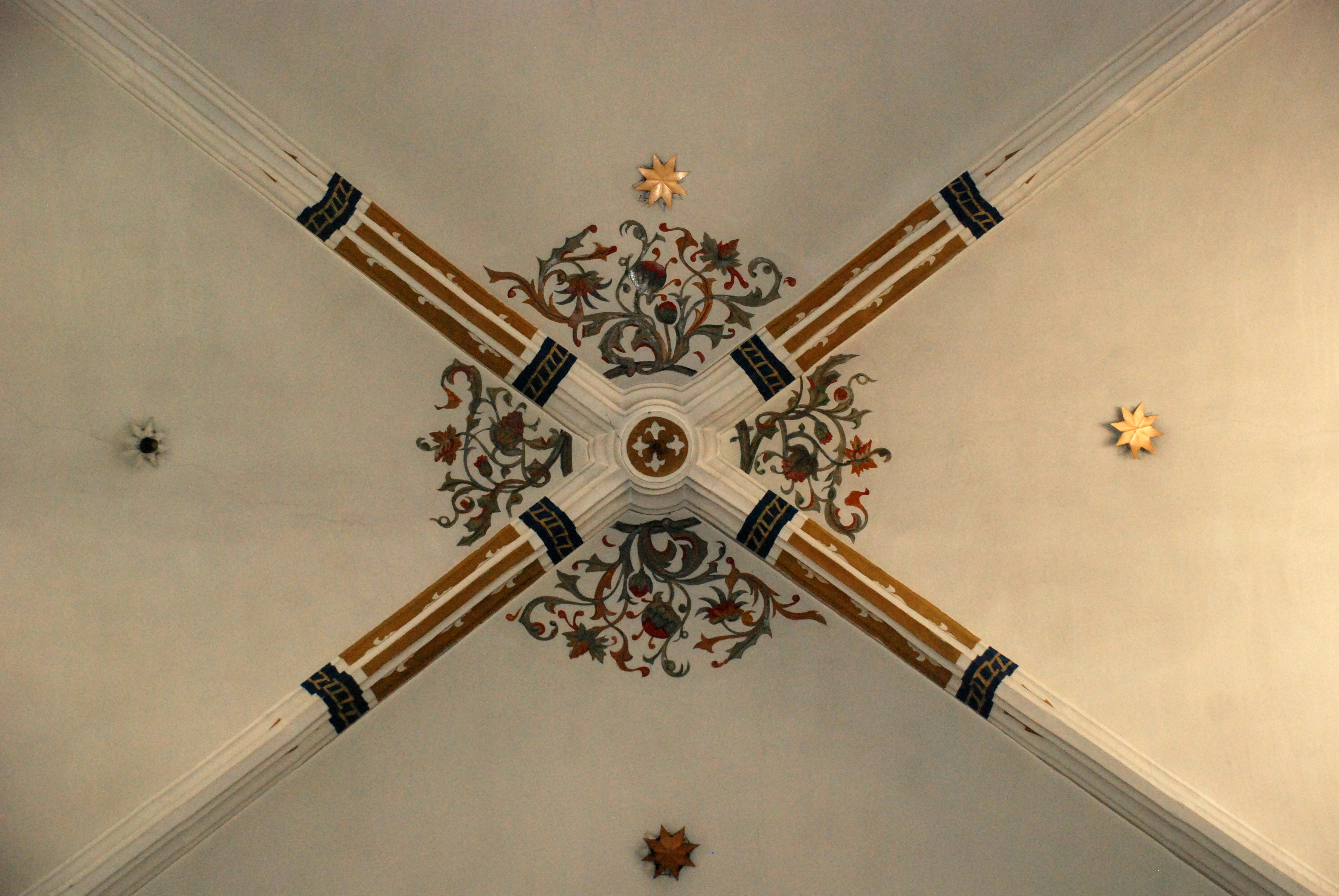
Clé de voûte.